# Steppen-Frostspanner
Der Steppen-Frostspanner (Chondrosoma fiduciaria) ist ein Schmetterling (Nachtfalter) aus der Familie der Spanner (Geometridae).

## Merkmale

### Falter
Zwischen den beiden Geschlechtern besteht ein starker Sexualdimorphismus.
Die männlichen Falter erreichen eine Flügelspannweite von 18 bis 24 Millimetern. Die Vorderflügel sind graubräunlich gefärbt und zeigen im Basalfeld sowie im Bereich der Postdiskalregion weißliche, meist unregelmäßige Zeichnungselemente. Am Vorderrand ist zuweilen eine hellgelbe Längslinie erkennbar. Leicht aufgehellt ist die Basalregion der ansonsten graubräunlich schimmernden Hinterflügel. Die Fühler sind gekämmt, deren Schaft ist ebenfalls aufgehellt. Kopf,  Thorax und Abdomen sind dicht behaart.
Die flugunfähigen Weibchen sind flügellos, haben eine plumpe Körperform und eine braune Färbung mit dichter Behaarung.

### Ei, Raupe
Das Ei ist graugrün gefärbt, am Pol bräunlich. Die Mikropylmulde ist von einem weißen Ring umgeben.
Erwachsene Raupen sind von grünlicher Grundfärbung und zeigen helle Seitenstreifen.

### Ähnliche Arten
Eine gewisse Ähnlichkeit besteht zum Trockenrasen-Dickleibspanner (Lycia zonaria), der jedoch markantere Zeichnungselemente aufweist. Auch sind die Flügel der männlichen fiduciaria-Falter deutlich kürzer. Zudem sollte die unterschiedliche Flugzeit eine Verwechslung ausschließen.

## Geographische Verbreitung und Vorkommen
Chondrosoma fiduciaria kommt sehr lokal im Osten Österreichs sowie in Ungarn und der Slowakei vor. Außerdem gibt es Fundorte im Tarbagataigebiet und in Sibirien. Die Art ist auf  wechselfeuchten Wiesen sowie im xerothermen Hügelland anzutreffen.

## Lebensweise
Hauptflugzeit der tagaktiven männlichen Falter sind die Monate Oktober und November. In der Regel fliegen sie in unstetem Flug vormittags im Sonnenschein auf der Suche nach den Weibchen. Diese sitzen ruhig in der Vegetation. Sie legen die Eier nach der Begattung in Mengen von 100 bis 200 Stück gürtelförmig an Stängeln ab, wie es beispielsweise auch beim Ringelspinner (Malacosoma neustria) zu beobachten ist. Die Raupen leben an niedrigen Pflanzen, insbesondere an Wolfsmilch- (Euphorbia) und Flockenblumenarten (Centaurea). Bei Zuchten nehmen ältere Raupen auch Blätter der Schafgarbenart Achillea asplenifolia als Futterpflanze an. Die Verpuppung erfolgt in der Erde. Überwinterungsstadium ist das Ei.